# Ханс Таихуту
МЈ Ханс Таихуту (рођен 1909, датум смрти непознат) био је индонежански фудбалски нападач који је играо за Холандске Источне Индије на Светском првенству у фудбалу 1938. године. Такође је играо за ВВ Јонг Амбон Батавију. Таихуту је преминуо.